# どやまらんど明日
どやまらんど明日（どやまらんどあけび）は、富山県黒部市富山県黒部市宇奈月町土山133番地にあるキャンプ場である。

## 概要
宇奈月町（当時）土山の山腹8,110m2の敷地にて1987年（昭和62年）から建設し、1988年（昭和63年）11月19日にオープン。開演時点でテント14張りが張れるキャンプ場、バンガロー7棟、管理棟、炊事棟2棟、あずま屋、キャンプファイヤー用の広場が備えられた。
この他、バーベキュー広場やパークゴルフ場、グラススキー場などの施設もある。
同キャンプ場からは、黒部川扇状地や富山湾、能登半島を見渡すことが出来る。

## 周辺の施設
- 『明日山荘』（さか栄） - 天然温泉。露天風呂あり[2]。
- 農村文化伝承館 山本家[2]

## アクセス
- 富山地方鉄道本線愛本駅から車で8分、徒歩25分[2]。
- E8北陸自動車道黒部インターチェンジから車で20分[2]。